# Księżyce Neptuna
Artykuł zawiera podstawowe dane dotyczące 16 odkrytych naturalnych satelitów Neptuna (stan na 25 lutego 2024 roku).
| Numer  | Nazwa      | Zdjęcie | Półoś wielka [tys. km] | Nachylenie orbity [°] | Mimośród orbity | Okres obiegu [dni] | Wielkość gwiazdowa [mag] | Średnica [km] | Rok odkrycia |
| ------ | ---------- | ------- | ---------------------- | --------------------- | --------------- | ------------------ | ------------------------ | ------------- | ------------ |
| III    | Najada     |         | 48,2                   | 4,74                  | 0,000           | 0,294              | 24,1                     | 58            | 1989         |
| IV     | Talassa    |         | 50,1                   | 0,205                 | 0,000           | 0,311              | 23,4                     | 80            | 1989         |
| V      | Despoina   |         | 52,5                   | 0,065                 | 0,000           | 0,335              | 22,0                     | 148           | 1989         |
| VI     | Galatea    |         | 62,0                   | 0,054                 | 0,000           | 0,429              | 22,0                     | 158           | 1989         |
| VII    | Larissa    |         | 73,5                   | 0,201                 | 0,001           | 0,555              | 21,5                     | 192           | 1989         |
| XIV    | Hippokamp  |         | 105,3                  | 0,000                 | 0,000           | 0,950              | 26,5                     | 18            | 2013         |
| VIII   | Proteusz   |         | 117,6                  | 0,039                 | 0,000           | 1,122              | 20,0                     | 416           | 1989         |
| I      | Tryton     |         | 354,8                  | 156,8                 | 0,000           | 5,88               | 13,0                     | 2706          | 1846         |
| II     | Nereida    |         | 5513,4                 | 7,23                  | 0,751           | 360,1              | 19,2                     | 340           | 1949         |
| IX     | Halimede   |         | 15 728                 | 134,1                 | 0,571           | 1879,7             | 24,5                     | 61            | 2002         |
| XI     | Sao        |         | 22 422                 | 48,51                 | 0,293           | 2914,1             | 25,4                     | 40            | 2002         |
| 200205 | S/2002 N 5 |         | 23 400                 | 42,13                 | 0,548           | 3141,1             | 25,9                     | 23            | 2002         |
| XII    | Laomedea   |         | 23 571                 | 34,74                 | 0,424           | 3167,9             | 25,4                     | 40            | 2002         |
| X      | Psamathe   |         | 46 695                 | 137,4                 | 0,462           | 9115,9             | 25,6                     | 38            | 2003         |
| XIII   | Neso       |         | 48 387                 | 132,6                 | 0,495           | 9374,0             | 24,6                     | 60            | 2002         |
| 202101 | S/2021 N 1 |         | 50 760                 | 134,5                 | 0,44            | 10 018,8           | 27                       | 14            | 2021         |